# Igor Błażkow
Igor Błażkow ukr. Ігор Іванович Блажков (ur. 23 września 1936) – ukraiński dyrygent, Ludowy Artysta Ukrainy.
Ukończył Konserwatorium Kijowskie. W latach 1963–68 pracował z orkiestrą Filharmonii Petersburskiej jednak został zwolniony przez motywy ideologicznie. W latach 1968–2002 pracował w Kijowie, popularyzując utwory Strawinskiego, Schnittke, Sylwestrowa, i innych autorów XX stulecia. Od roku 2002 pracuje w Niemczech.